# Chevillé
Chevillé est une commune française, située dans le département de la Sarthe en région Pays de la Loire, peuplée de 357 habitants.
La commune fait partie de la province historique du Maine, et se situe dans la Champagne mancelle.

## Géographie
Chevillé est une commune sarthoise située à 17 km au nord de Sablé-sur-Sarthe et 35 km au sud-ouest du Mans. La commune est bordée par la Vègre.

### Communes limitrophes
|                  | Brûlon             |                         |
| Avessé           | Chevillé           | Saint-Ouen-en-Champagne |
| Poillé-sur-Vègre | Fontenay-sur-Vègre | Chantenay-Villedieu     |

### Climat
Pour des articles plus généraux, voir Climat des Pays de la Loire et Climat de la Sarthe.
En 2010, le climat de la commune est de type climat océanique dégradé des plaines du Centre et du Nord, selon une étude du CNRS s'appuyant sur une série de données couvrant la période 1971-2000. En 2020, Météo-France publie une typologie des climats de la France métropolitaine dans laquelle la commune est exposée à un climat océanique et est dans la région climatique  Moyenne vallée de la Loire, caractérisée par une bonne insolation (1 850 h/an) et un été peu pluvieux. 
Pour la période 1971-2000, la température annuelle moyenne est de 11,3 °C, avec une amplitude thermique annuelle de 14 °C. Le cumul annuel moyen de précipitations est de 723 mm, avec 11,9 jours de précipitations en janvier et 6,8 jours en juillet. Pour la période 1991-2020, la température moyenne annuelle observée sur la station météorologique de Météo-France la plus proche, sur la commune de Saint-Loup-du-Dorat à 16 km à vol d'oiseau, est de 12,2 °C et le cumul annuel moyen de précipitations est de 760,0 mm,. Pour l'avenir, les paramètres climatiques de la commune estimés pour 2050 selon différents scénarios d'émission de gaz à effet de serre sont consultables sur un site dédié publié par Météo-France en novembre 2022.

## Urbanisme

### Typologie
Au 1er janvier 2024, Chevillé est catégorisée commune rurale à habitat dispersé, selon la nouvelle grille communale de densité à sept niveaux définie par l'Insee en 2022.
Elle est située hors unité urbaine. Par ailleurs la commune fait partie de l'aire d'attraction de Sablé-sur-Sarthe, dont elle est une commune de la couronne,. Cette aire, qui regroupe 39 communes, est catégorisée dans les aires de moins de 50 000 habitants,.

### Occupation des sols
L'occupation des sols de la commune, telle qu'elle ressort de la base de données européenne d’occupation biophysique des sols Corine Land Cover (CLC), est marquée par l'importance des territoires agricoles (100 % en 2018), une proportion identique à celle de 1990 (100 %). La répartition détaillée en 2018 est la suivante : 
terres arables (47,4 %), prairies (44,3 %), zones agricoles hétérogènes (8,2 %). L'évolution de l’occupation des sols de la commune et de ses infrastructures peut être observée sur les différentes représentations cartographiques du territoire : la carte de Cassini (XVIIIe siècle), la carte d'état-major (1820-1866) et les cartes ou photos aériennes de l'IGN pour la période actuelle (1950 à aujourd'hui).

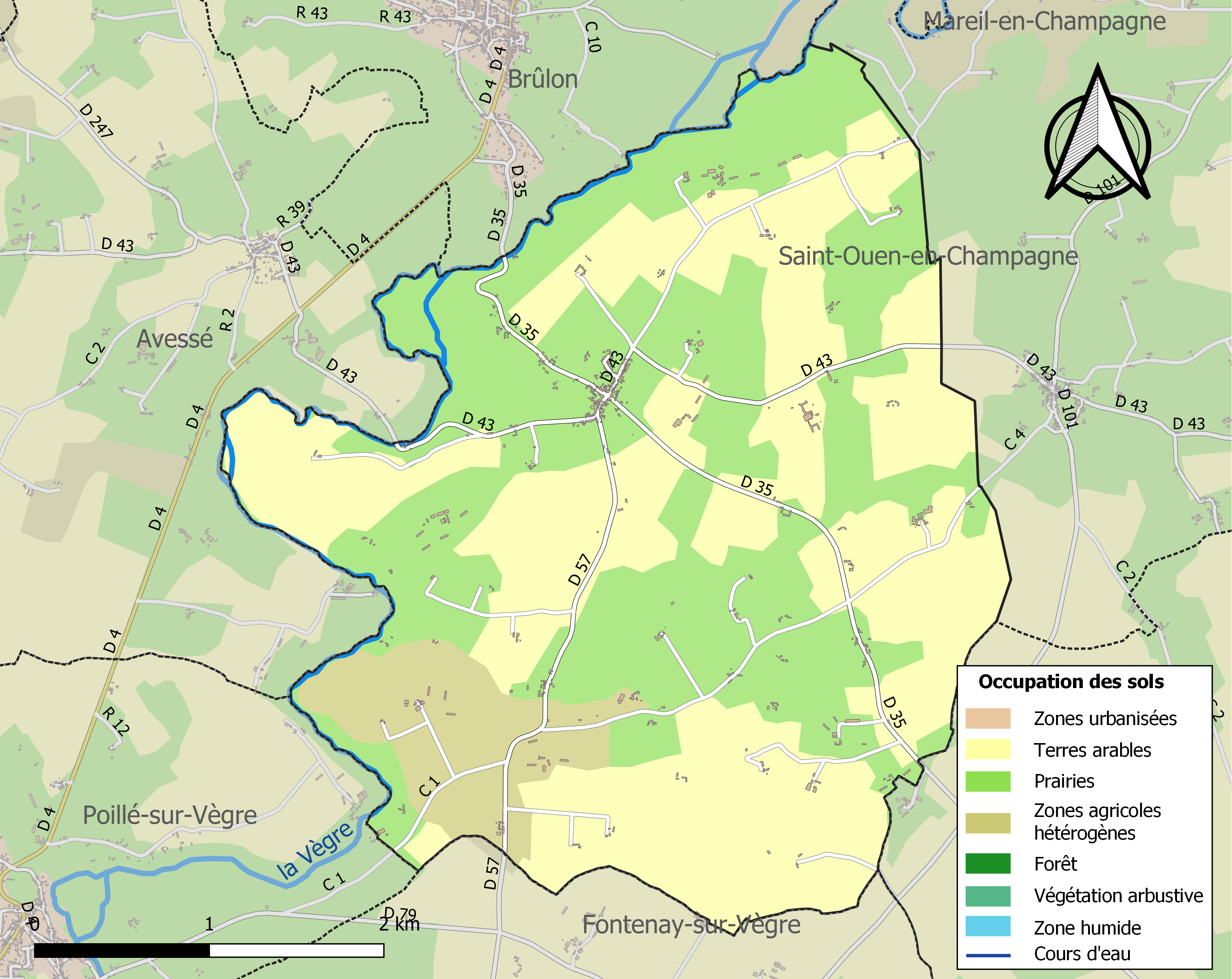
Carte des infrastructures et de l'occupation des sols de la commune en 2018 (CLC).

## Toponymie
Chiviliaco ou Chivilliaco (vers 1050, 1068), Chivileio (1293), Chevillé-en-Champagne (utilisé par moments entre le XVIe et le XIXe siècle), Chevillé (utilisé aujourd'hui).

## Histoire
Au XIIe siècle, l'église et la commanderie sont construites, puis quelques siècles plus tard le logis de Biard et le château de la Roche. Ce dernier a appartenu à plusieurs maires dans les deux cents dernières années. À Chevillé se trouvait, jusqu'au XXe siècle, des notaires, dont on trouve la trace a minima jusqu'au XVIIe siècle.[réf. nécessaire]

## Politique et administration
| Période                                  | Période        | Identité                     | Étiquette | Qualité |
| ---------------------------------------- | -------------- | ---------------------------- | --------- | --- |
| 1790                                     | 1790           | Jean-Michel Huet             | ?         | Curé |
| 1790                                     | septembre 1793 | Pierre Scéneau               | ?         | Procureur syndic. Guillotiné le 13 novembre 1793 pour avoir aidé des chouans locaux                             |
| septembre 1793                           | après 1794     | Urbain Pageot                | ?         | ? |
| avant 1797                               | juillet 1800   | Antoine Allain               | ?         | ? |
| juillet 1800                             | mai 1801       | Étienne-Louis Fouret         | ?         | Notaire royal puis impérial, commandant de troupes militaires royalistes locales, officier du district de Sablé |
| mai 1801                                 | décembre 1805  | Pierre Manceau               | ?         | Cultivateur |
| décembre 1805                            | 1812           | Antoine Allain               | ?         | ? |
| 1813                                     | 1833           | Charles Jean Mahou-Ducouteau | ?         | Propriétaire |
| 1833                                     | 1834           | Jean Cousin                  | ?         | Maréchal |
| 1835                                     | 1840           | Jean Delhommois              | ?         | Propriétaire |
| 1841                                     | 1860           | Jean Cousin                  | ?         | ? |
| 1860                                     | 1865           | Gustave Lemonnier de Lorière | ?         | Notaire, maire d'Asnières                                                                                       |
| 1866                                     | 1867           | Étienne Denis                | ?         | Notaire |
| 1868                                     | 1870           | Joseph-Christophe Bourneuf   | ?         | Chaufournier |
| 1871                                     | 1871           | François Jodelais            | ?         | |
| 1872                                     | 1877           | Gustave Lemonnier de Lorière | ?         | Notaire, maire d'Asnières                                                                                       |
| 1878                                     | 1896           | Pierre Jodelais              | ?         | |
| 1897                                     | 1905           | Louis Allain                 | ?         | Notaire |
| 1905                                     | 1925           | Louis Simier                 | ?         | Cultivateur |
| 1925                                     | 1937           | Eugène Chéreau               | ?         | ? |
| 1937                                     | 1945           | Léon Leblay                  | ?         | Notaire |
| 1945                                     | 1954           | Émile Monceau                | ?         | ? |
| 1954                                     | 1962           | Jean Letourneau              | MRP       | 1907, Le Lude - 1986, Paris, Député, ministre                                                                   |
| 1962                                     | juin 1995      | Daniel Delhommois            | SE        | 1920, Chevillé - 2012, Le Bailleul, Agriculteur                                                                 |
| juin 1995                                | mars 2001      | Daniel Delhommois            | SE        | Agriculteur, fils du précédent                                                                                  |
| mars 2001                                | mars 2008      | Bernard Le Goulven           | SE        | Agriculteur, producteur de "la Chevillette" (voir Économie)                                                     |
| mars 2008                                | mai 2020       | Fabien Lorne                 | SE        | Expert forestier, Vice-président du conseil départemental de la Sarthe                                          |
| mai 2020                                 | En cours       | Guy Muller                   | SE        | Retraité |
| Les données manquantes sont à compléter. |                |                              |           | |

## Démographie
L'évolution du nombre d'habitants est connue à travers les recensements de la population effectués dans la commune depuis 1793. Pour les communes de moins de 10 000 habitants, une enquête de recensement portant sur toute la population est réalisée tous les cinq ans, les populations de référence des années intermédiaires étant quant à elles estimées par interpolation ou extrapolation. Pour la commune, le premier recensement exhaustif entrant dans le cadre du nouveau dispositif a été réalisé en 2005.
En 2022, la commune comptait 357 habitants, en évolution de −12,93 % par rapport à 2016 (Sarthe : −0,25 %, France hors Mayotte : +2,11 %).
| 1793 | 1800 | 1806 | 1821 | 1831 | 1836 | 1841 | 1846 | 1851 |
| ---- | ---- | ---- | ---- | ---- | ---- | ---- | ---- | ---- |
| 662  | 780  | 776  | 865  | 956  | 980  | 944  | 929  | 915  |

| 1856 | 1861 | 1866 | 1872 | 1876 | 1881 | 1886 | 1891 | 1896 |
| ---- | ---- | ---- | ---- | ---- | ---- | ---- | ---- | ---- |
| 923  | 896  | 853  | 802  | 772  | 731  | 724  | 680  | 654  |

| 1901 | 1906 | 1911 | 1921 | 1926 | 1931 | 1936 | 1946 | 1954 |
| ---- | ---- | ---- | ---- | ---- | ---- | ---- | ---- | ---- |
| 642  | 595  | 593  | 508  | 523  | 536  | 541  | 477  | 479  |

| 1962 | 1968 | 1975 | 1982 | 1990 | 1999 | 2005 | 2006 | 2010 |
| ---- | ---- | ---- | ---- | ---- | ---- | ---- | ---- | ---- |
| 447  | 347  | 296  | 288  | 298  | 323  | 382  | 384  | 406  |

| 2015 | 2020 | 2022 | - | - | - | - | - | - |
| ---- | ---- | ---- | - | - | - | - | - | - |
| 407  | 367  | 357  | - | - | - | - | - | - |

## Économie
La commune est le siège de plusieurs exploitations agricoles, majoritairement en polyculture-élevage. Plusieurs exploitations élèvent des volailles dites de Loué.
La commune abritait une production de bière artisanale, la Chevillette.
Un hôtel et un restaurant sont situés dans le bourg du village. D'après l'Almanach de la commune de 1906, il y avait 5 cafés et 3 hôtels, pour seulement 600 habitants.

## Personnalités liées à la commune
- Jean Letourneau, résistant et ministre d'État (MRP) sous la IVe République, maire de Chevillé de 1954 à 1962[21].

## Lieux et monuments
- Église Notre-Dame, des XIe, XIIe et XIIIe siècles, classée au titre des monuments historiques le 11 décembre 1912[22].
- Logis de Biard, et grange sur piliers à proximité, de la fin du XVIe siècle, inscrits au titre des monuments historiques depuis 2014[23].
- Maison seigneuriale de la Barre, de la fin du XVe siècle.
- Manoir du Rouleau, du XVe siècle, aujourd'hui une ferme.
- Dans le bourg du village se trouvait une commanderie de l'ordre de Saint-Jean de Jérusalem, associée au XIVe siècle à celle de Thévalle[24]. Celle-ci collectait une partie de la dîme, l'autre partie était collectée par la Cure du village.
- Le château de la Roche, demeure de plusieurs maires depuis le XIXe siècle dont Gustave Lemonnier de Lorière et Fabien Lorne.
- Au XVIIe siècle, une léproserie et un collège se trouvaient dans le village[réf. nécessaire]. Ils délimitaient une ancienne place nommée place du Pilori. La place disparaît peu avant la Révolution avec la construction d'un bâtiment par des sœurs de la Charité d'Évron. De nos jours, ces bâtiments sont devenus des bâtiments d'habitation. La léproserie a d'ailleurs accueilli pendant un moment l'Ecole des Filles de la commune, avant son déplacement dans un bâtiment voisin qui deviens par la suite la mairie.

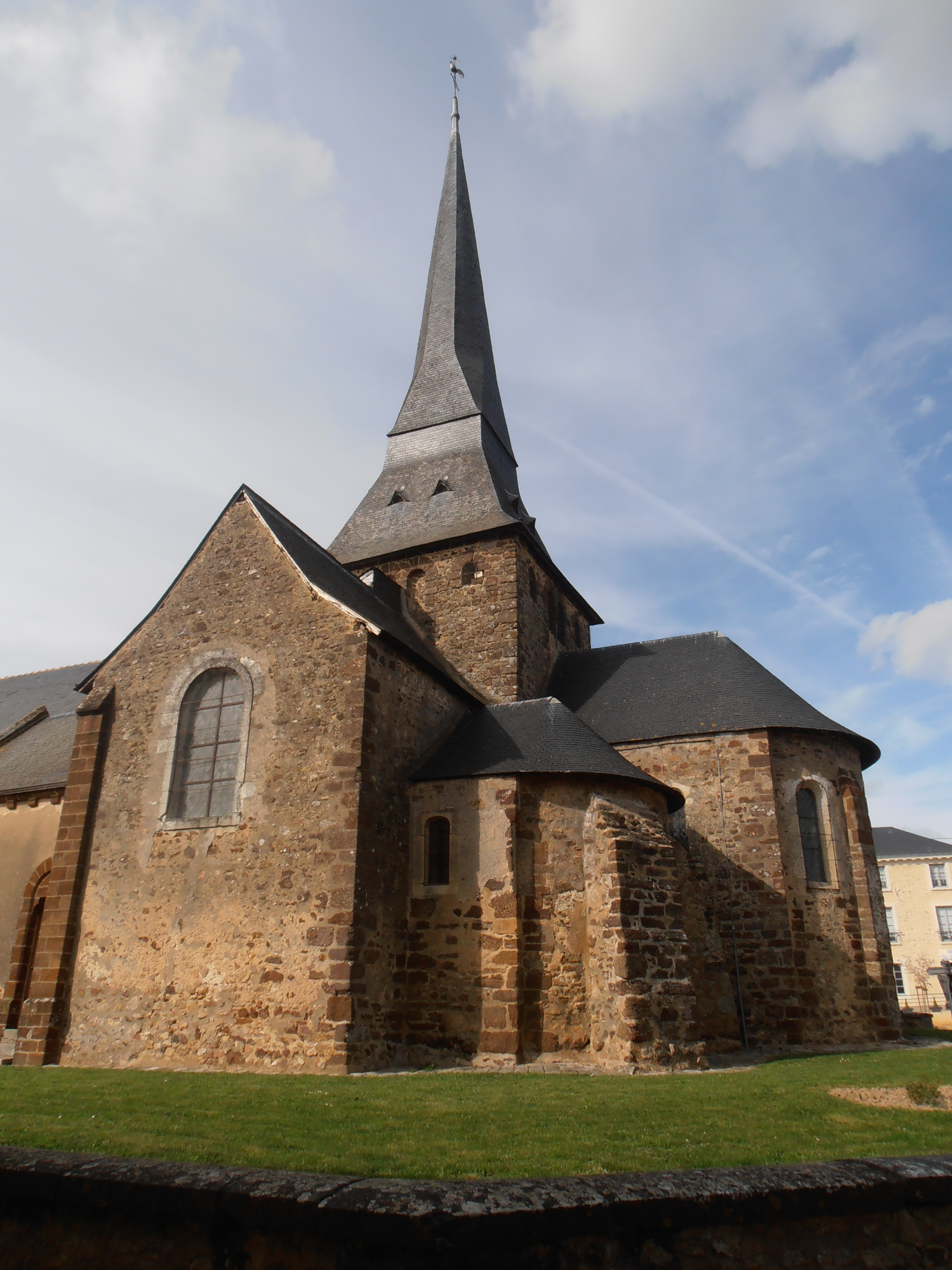
L'église Notre-Dame de Chevillé.
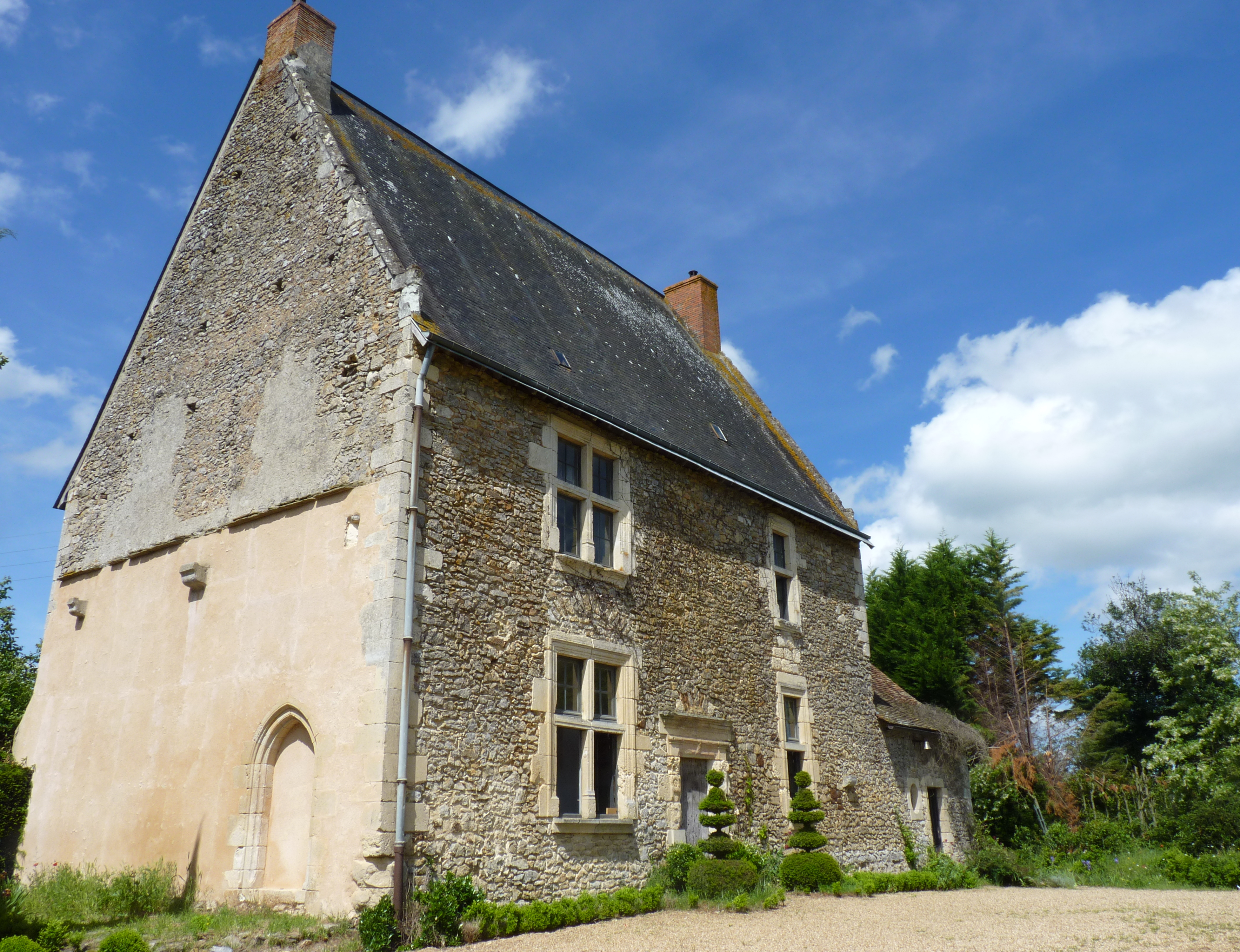
Le logis de Biard.

## Activité et manifestations
Durant les années 2010, l'association Chevillé au fil du temps y organisait un spectacle annuel, réalisé par les enfants du village[réf. nécessaire].
Une festivité qui était très connue à Chevillé était celle de la cavalcade, où on procédait à un défilé, au décollement d'une oie, etc. Cette festivité a donné son nom à une rue de la commune, la Rue de la Cavalcade, ou se trouvait l'école de la commune, fermée en 2024.